# Margaret Bonds
Margaret Bonds   (Chicago, 3 de març de 1913 - Los Angeles, 26 d'abril de 1972) va ser una compositora, pianista, arranjadora i professora nord-americana. Bonds és una de les primeres compositores i intèrprets negres a obtenir reconeixement als Estats Units d'Amèrica.

## Família i Infància
Margaret Jeanette Allison Majors, nom complet de soltera, va néixer el 3 de març de 1913 a Chicago, Illinois. El seu pare, Monroe Majors, era un metge i professor que s’involucrava activament en la política i la seva mare, Estella C. Bonds, era un músic que ensenyava com a professora de piano i exercia com a organista i directora coral a l’església.
A partir del 1917, Margaret hereva el cognom de la seva mare, Bonds, en comptes de Majors, el del seu pare, a causa del divorci dels seus pares quan ella tenia 5 anys. Des del divorci, Margaret va viure amb la seva mare en una casa on hi havia una considerable activitat cultural, per on passaven els estudiants de la mare i també era un lloc de trobada d’escriptors, artistes i músics afroamericans que passaven per Chicago.

## Estudis
Margaret Bonds va començar a estudiar piano amb la seva mare quan era ben petita. A vuit anys, va preparar-se per entrar a estudiar a la Coleridge-Taylor Music School. Finalment, va estudiar composició amb Florence Price i William Dawson, dues persones que van actuar com a referents per a la pianista i compositora, tant Prince com Dawson eren persones negres que passaven sovint per casa de la seva mare en les ja esmentades trobades culturals.
Northwestern University la va admetre com a estudiant l’any 1929, però no la deixaven ni viure allà ni utilitzar els recursos de la universitat. Els seus anys allà van representar la seva primera exposició directa al racisme. Bonds descriu així la seva experiència, com va aprendre a afrontar-ho i d'un amic seu que va ser important durant la seva vida, Langston Hughes:
‘I was in this prejudiced university, this terribly prejudiced place…. I was looking in the basement of the Evanston Public Library where they had the poetry. I came in contact with this wonderful poem, "The Negro Speaks of Rivers," and I'm sure it helped my feelings of security. Because in that poem he tells how great the black man is. And if I had any misgivings, which I would have to have – here you are in a setup where the restaurants won't serve you and you’re going to college, you’re sacrificing, trying to get through school – and I know that poem helped save me.’
Un cop feia tres anys que estudiava a la Northwestern University, la seva cançó, The Sea Ghost, va guanyar el prestigiós premi Wanamaker. Va ser aquesta competició de 1932 que va fer que cridés l’atenció de Frederick Stock, que va dirigir la Chicago Symphony en una interpretació de la composició de Bonds, Simfonia en Mi menor, l’any 1933 al Century Progress Exhibition in Chicago. Aquest fet va significar la primera vegada que una orquestra interpreta una obra composta per una dona negra.

## Carrera
Bonds va continuar perfeccionant les seves habilitats com a compositora, treballant amb compositors professionals com Will Marion Cook i la seva dona, la cantant Abbie Mitchell. També es guanyava la vida ensenyant piano a estudiants de la zona, Ned Rorem inclòs. Després d'un intent sense èxit d'obrir una acadèmia de música a Chicago, Bond es trasllada a Nova York el 1939.
Al cap d'un any de la seva arribada a Nova York, es va involucrar activament en la vida del teatre musical, com a compositora i com a pianista. Bonds també va estudiar composició en privat amb el famós compositor Roy Harris i piano amb Djane Herz a l'Escola Julliard. Va fer gires com a part d'un duo de piano i, a finals dels anys quaranta i principis dels cinquanta, com a solista interpretant una varietat d'obres clàssiques i contemporànies. Una de les seves composicions més gravades d'aquest període és Troubled Water, de la Spiritual Suite per a piano.
Durant la dècada dels anys 50, Bonds va compondre una sèrie d'obres utilitzant els poemes de Langston Hughes, a qui havia conegut l’any 1936 i amb qui es va fer amiga íntima al llarg dels anys. Els cicles de cançons d'aquest període inclouen, Songs of the Seasons i Three Dream Portraits, i música per a l'obra de Hughes Shakespeare in Harlem. El debut de la seva cantata de Nadal, Ballad of the Brown King, que va tornar a utilitzar paraules de Hughes, va ser televisat per CBS el desembre de 1960. Va continuar rebent encàrrecs, incloses les sol·licituds de les cantants Leontyne Price i Betty Allen. Un dels treballs més coneguts de Bonds va ser l’arranjament de He's Got the Whole World in His Hand, compost per Price el 1963.
Quan Langston Hughes va morir el 1967, Bonds va decidir de sobte traslladar-se a Los Angeles, deixant enrere Lawrence Richardson, el seu marit, i la seva filla de 21 anys, Djane. Va treballar amb el Los Angeles Inner City Cultural Center i el Repertory Theatre, i va oferir ensenyament musical als joves de la comunitat al soterrani del centre.
Malgrat tenir molts èxits professionals, les tragèdies personals, especialment la mort de sa mare el 1957 i Hughes deu anys després, van afectar profundament Bonds. Va confiar cada cop més en l'alcohol per fer front als atacs de depressió. Finalment, Margaret Bonds va morir el 26 d'abril de 1972 amb 59 anys.